# SN 2006ay
SN 2006ay – supernowa typu Ia odkryta 24 lutego 2006 roku w galaktyce A155912+2044. W momencie odkrycia miała maksymalną jasność 19,00m.